# Elephantaria in Mauretania

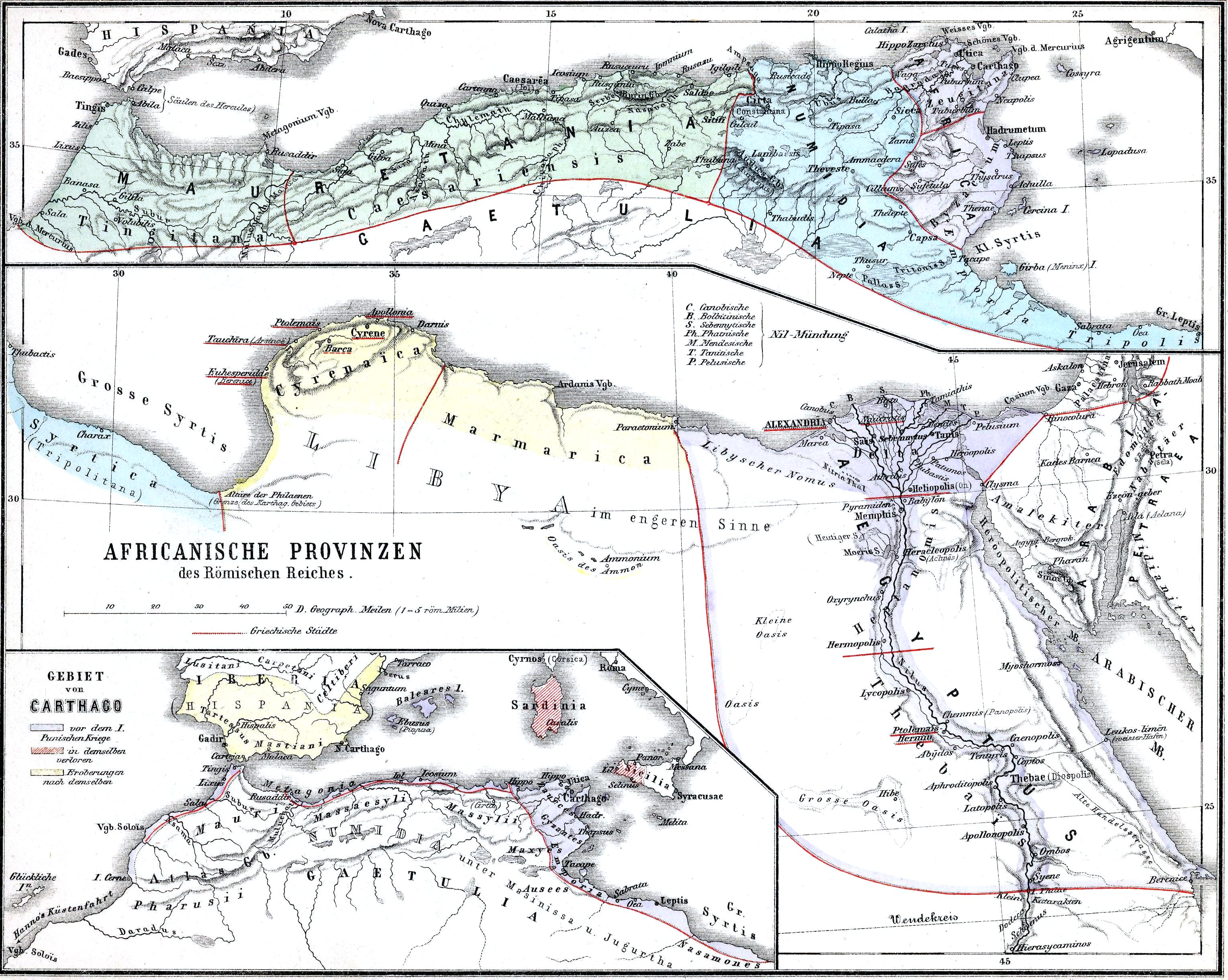
Afrique du Nord romaine

Elephantaria in Mauretania est une ancienne ville du Maghreb ayant existé sous les empires romain, byzantin et le royaume vandale,. Elle figure sur la carte relative à la table de Peutinger.
Aujourd’hui, le lieu n’existe plus que sous forme de ruines non excavées dans une banlieue d’Alger nommée Henchir. Son reliquat jouit néanmoins d’un siège titulaire — dans la province de Mauretania Caesariensis, elle-même affiliée l’Église catholique romaine — dont le titre a été attribué à Mgr Angelo Moreschi, jusqu’à son décès survenu en mars 2020. 

### Source
- (en) Cet article est partiellement ou en totalité issu de l’article de Wikipédia en anglais intitulé « Elephantaria in Mauretania » (voir la liste des auteurs).